# آنگیلینا چرنووا
آنگیلینا ویکتوروونا چرنووا (روسی: Ангеліна Вікторівна Чернова؛ زادهٔ ۲۷ دسامبر ۱۹۷۳) بازیگر اهل اتحاد جماهیر شوروی است.
از فیلم‌های او می‌توان به «دزدی از تارانتینو» (۲۰۰۶) اشاره کرد.